# Paxton Lynch
Paxton James Lynch (* 12. Februar 1994 in San Antonio, Texas) ist ein US-amerikanischer American-Football- und Canadian-Football-Spieler auf der Position des Quarterbacks. Er stand bei den Saskatchewan Roughriders in der Canadian Football League (CFL) unter Vertrag. Seit Februar 2023 spielt er für die Orlando Guardians der XFL. Zuvor spielte er College Football an der University of Memphis und wurde in der ersten Runde des NFL Drafts 2016 von den Denver Broncos ausgewählt. 

## Frühe Jahre
Lynch besuchte die Trinity Christian Academy in Deltona, Florida und spielte dort Football und Basketball. Während seiner Highschoolkarriere passte er für 2.099 Yards. Lynch wurde von Rivals.com als Drei-Sterne-Rekrut eingestuft. Nach der Highschool wechselte er auf die University of Memphis, um dort College-Football zu spielen.

## Collegekarriere
Nachdem er die erste Saison (2012) in Memphis aussetzte, wurde Lynch vor der Saison 2013 zum Starting-Quarterback ernannt. Er spielte alle zwölf Spiele von Beginn an, komplettierte 203 von 349 Passversuchen für 2.056 Yards und warf neun Touchdowns und zehn Interceptions. In der zweiten Saison im Jahr 2014, startete er alle 13 Spiele. In dieser Saison komplettierte er 259 von 413 Passversuchen für 3.031 Yards, warf 22 Touchdowns und neun Interceptions. Darüber hinaus lief er für 321 Yards und 13 Touchdowns. Lynch wurde zum MVP des Miami Beach Bowls 2014 ernannt, nachdem er für 306 Yards mit vier Touchdowns warf und drei weitere Touchdowns selbst erlaufen konnte. In der Saison 2015 startete er wieder alle 13 Spiele. Er komplettierte 296 von 443 Passversuchen (66,8 %) für 3.778 Yards, warf 28 Touchdowns und vier Interceptions (alle fünf Werte ein Rekord für Memphis). Beim 63:0-Sieg von Memphis über SMU stellte Lynch mit sieben Touchdownpässen in einer Hälfte einen Division 1 Rekord ein. Er brachte in der Hälfte neun von 14 Pässen an und warf seine Touchdowns zu sieben verschiedenen Receivern. Nach der Saison entschied er sich, auf sein letztes Jahr an der Universität zu verzichten und am NFL Draft 2016 teilzunehmen. Lynch schloss im Mai 2016 in Memphis mit einem Bachelor in Sport- und Freizeitmanagement ab.
Lynchs 35 Touchdowns in der Saison 2014 und seine 30 Touchdowns in der Saison 2015 (Pass und Lauf kombiniert), stehen in der Geschichte von Memphis an erster und zweiter Stelle der meisten Touchdowns pro Saison, seine 76 Karrieretouchdowns an zweiter. Er rangiert auch auf dem ersten und zweiten Platz für die meisten Offensiv-Yards in einer Saison (4.015 Yards in der Saison 2015, 3.352 in der Saison 2014). Er verantwortete vier von sieben Spielen mit den meisten Offensiv-Yards aller Zeiten, einschließlich des Schulrekordes von 447 Yards am 23. Oktober 2015 in Tulsa. Er rangiert an zweiter Stelle bei Passversuchen, Completions (erfolgreich angekommener Pass), Completion-Prozentsatz, Pass-Yards und Touchdowns.

## NFL
Draft-Analysten sagten Lynch voraus, in der ersten Runde des NFL Draft 2016 ausgewählt zu werden. NFLDraftScout.com schätze ihn als den drittbesten Quarterback des Drafts 2016 ein. Er wurde hinter Jared Goff und Carson Wentz, welche an Platz eins und zwei gedraftet wurden, als dritter Quarterback in der ersten Runde auf Platz 26 ausgewählt.

### 2016
Die Denver Broncos wählten Lynch in der ersten Runde (26. insgesamt) des NFL Drafts 2016 mit einem Draft-Pick von den Seattle Seahawks, den sie für ihren Erst- und Drittrunden-Pick erwarben, aus. Am 9. Juni 2016 unterzeichneten die Broncos und Lynch einen Vierjahresvertrag mit einem Gehalt von 9.476.296 $ und einem Unterschriftsbonus von 5.091.852 $.
Am 2. Oktober 2016 spielte Lynch in seinem ersten NFL-Spiel in der regulären Saison gegen die Tampa Bay Buccaneers und ersetzte den verletzten Trevor Siemian. Er komplettierte auf 14 von 24 Passversuchen mit 170 Yards und warf seinen ersten Karriere-Touchdown-Pass zu Wide Receiver Emmanuel Sanders bei einem 27:7-Sieg. In der Woche 5 startete Lynch sein erstes NFL-Spiel, brachte 23 von 35 Passversuchen für 223 Yards an den Mann und warf dabei einen Touchdown und eine Interception. Das Spiel endete in einer 23:16-Niederlage gegen die Atlanta Falcons. Er wurde sechsmal gesackt, ein Negativrekord für einen Broncos-Rookie. In der Woche 13 ersetzte Lynch erneut den verletzten Siemian, diesmal gegen Jacksonville, und warf bei 24 Versuchen zwölf Pässe für 104 Yards in einem 20:10-Sieg.

### 2017
Während des dritten Preseason-Spiels der Saison 2017 erlitt Lynch eine Schulterverletzung. In der Woche 11 gegen die Cincinnati Bengals aktivierten die Broncos Lynch 2017 erstmals und er war der Backup von Brock Osweiler. Am 21. November wurde Lynch zum Starter für das Spiel der Woche 12 gegen die Oakland Raiders ernannt. Lynch komplettierte 9 von 14 Passversuchen für 41 Pass-Yards, warf eine Interception in der Endzone, obwohl die Raiders davor noch keine Interception in ihren ersten 11 Wochen verzeichnen konnten. Lynch verließ das Spiel mit einer Knöchelverletzung im dritten Viertel und wurde von Siemian für den Rest des Spiels ersetzt, die Broncos verloren 14:21. Einen Tag nach dem Spiel wurde bekannt gegeben, dass Lynch wegen seiner Verletzung zwei bis vier Wochen fehlen wird.

### 2018
Zum Ende der Preseason der Saison 2018 teilten die Denver Broncos mit, dass Lynch auf die Waiver-Liste gesetzt wurde.

### 2019
Im Januar 2019 unterschrieb er einen Vertrag bei den Seattle Seahawks. Dort konkurrierte er mit Geno Smith um die Position als Backup hinter Russell Wilson. Lynch konnte sich nicht durchsetzen und wurde im Rahmen der finalen Kaderverkleinerung auf 53 Spieler entlassen. Am 17. September 2019 verpflichteten die Pittsburgh Steelers Lynch für ihren Practice Squad. Im Rahmen der finalen Kaderverkleinerung wurde er vor Beginn der Saison 2020 entlassen.

## CFL
Ende Juni 2021 verpflichteten die Saskatchewan Roughriders Lynch. 2021 war er der dritte Quarterback, kam aber nie zum Einsatz, ehe er wegen des Reiseverbots für nicht gegen COVID-19 Geimpfte ab dem 30. November 2021 in Kanada das Team verließ. Sein Vertrag läuft bis 2022 und hat ein Grundgehalt von 65.000 Dollar. Am 21. Februar 2022 wurde er entlassen.